# 常绿树站
常綠樹站（：／ Sangnoksu yeok */?）是首都圈电铁4号线沿線的一座高架車站，位於韓國京畿道安山市常綠區本五洞，韓語副站名為「安山大學」（안산대학교）。站名取自朝鮮作家沈熏的小說《常綠樹》，是首次使用文學作品名稱作為站名。

## 車站結構
站體為2面4線雙島式月台的高架車站，2、3號月台設有月台幕門，並有2處出口。

### 月台配置
| ↑ 半月          |
| １２ \| ３４ \| |
| 漢陽大學 ↓      |

| 月台 | 路線             | 目的地                 |
| ---- | ---------------- | ---------------------- |
| 1、2 | ●首都圈电铁4号线 | 中央、安山、烏耳島方向 |
| 3、4 | ●首都圈电铁4号线 | 舍堂、首爾站、堂嶺方向 |

## 歷史
- 1988年10月25日：安山線開通的同時開始營業。

## 車站周邊
- 安山大學
- 安山設計文化高校
- 常綠高校
- 常綠中學
- 常綠樹體育館（朝鲜语：상록수체육관）
- 安山植物園
- 檀園雕塑公園
- 崔容信（朝鲜语：최용신）紀念館與墓園

## 圖片

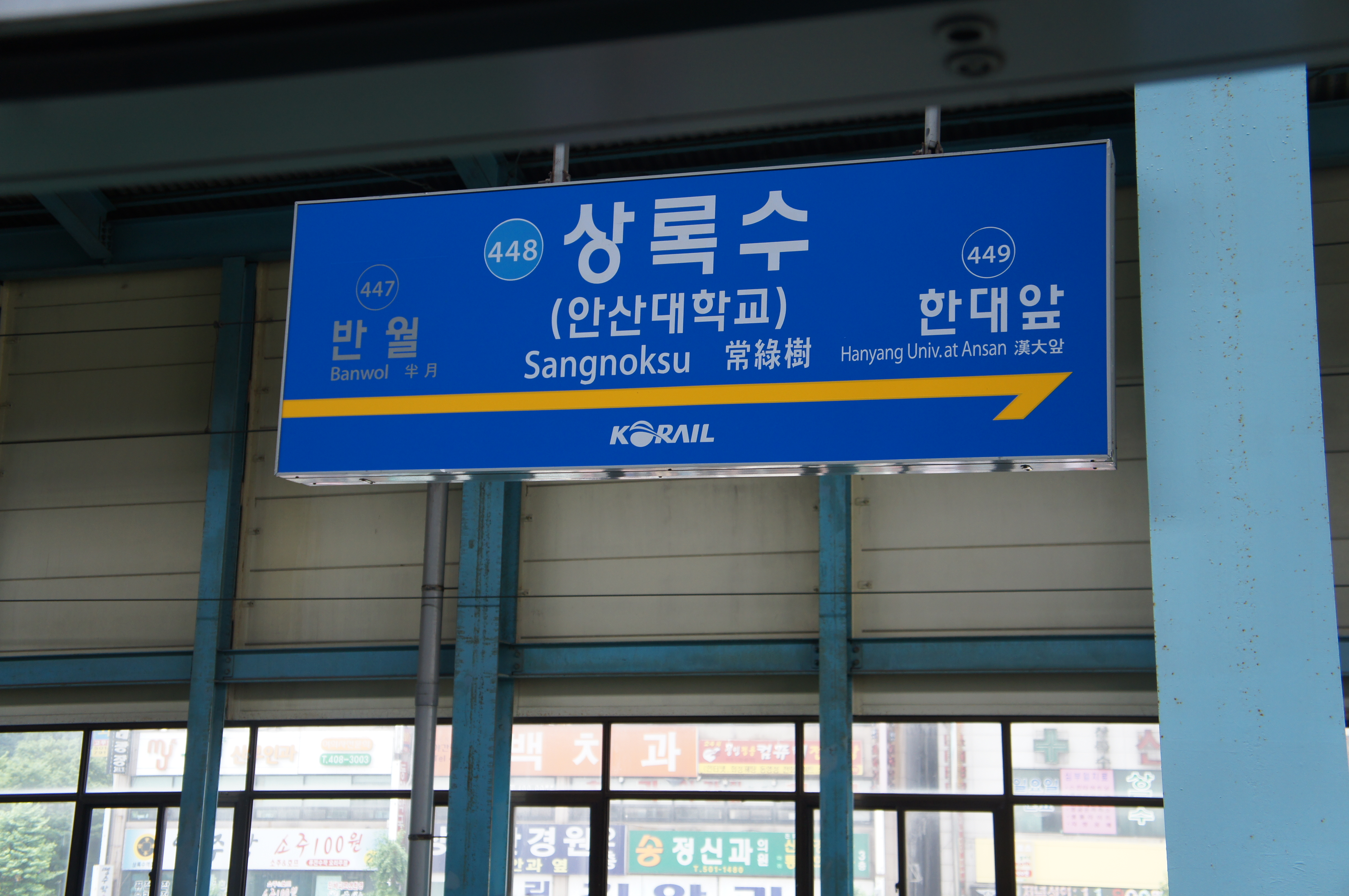
站名牌
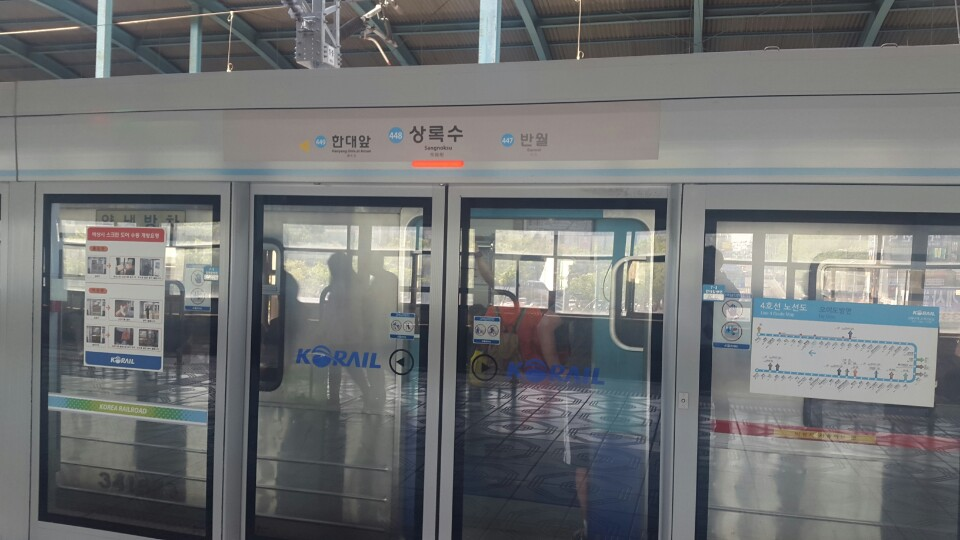
月台門
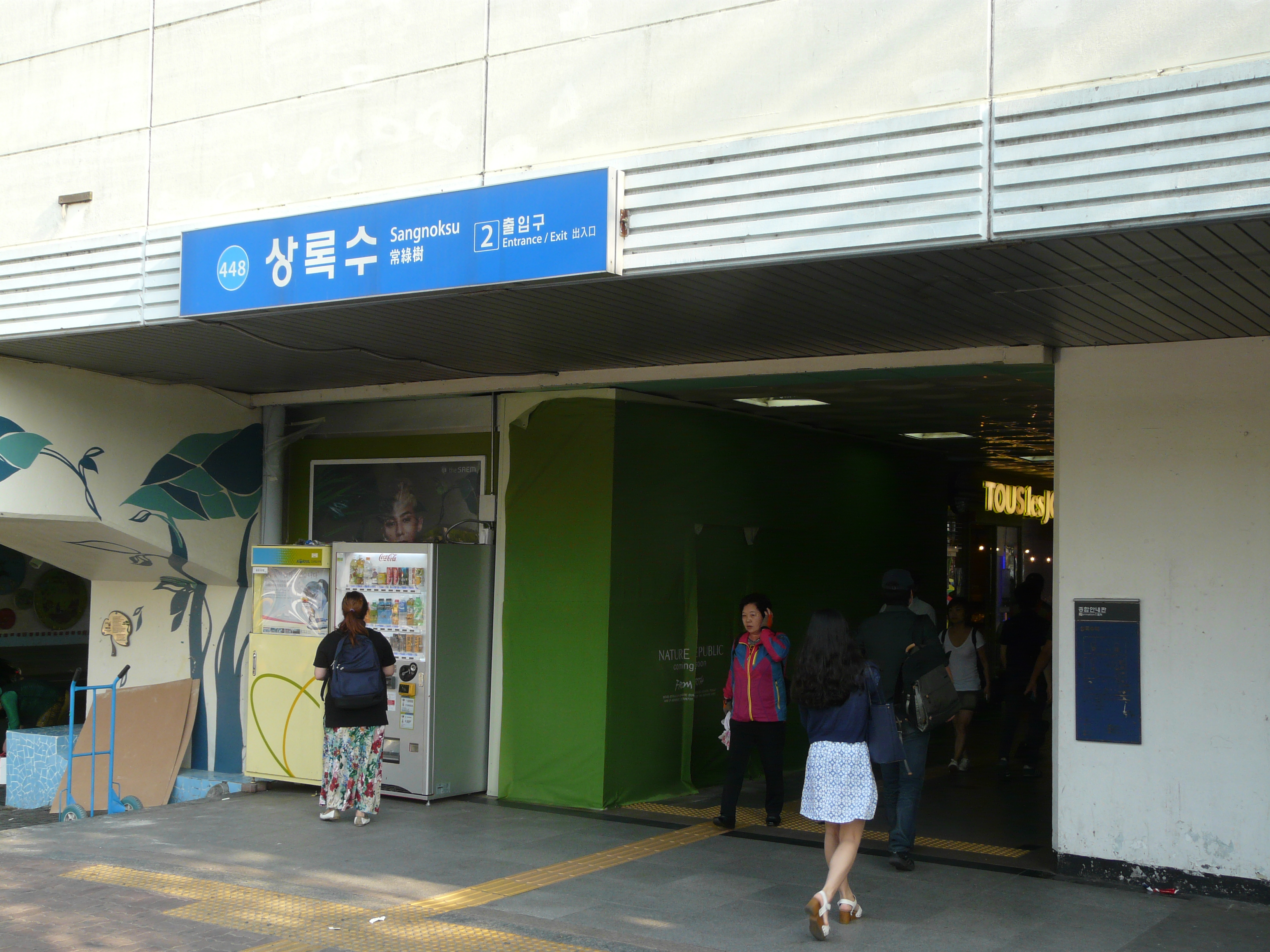
2號出口

## 相鄰車站
韓國鐵道公社
●首都圈电铁4号线
急行
山本（444）－常綠樹（448）－ 中央（450）
緩行
半月（447）－常綠樹（448）－漢陽大學（449）